# Marwa Elselehdar
Marwa Elselehdar (manchmal auch El-Selehdar geschrieben; arabisch مروة السلحدار, DMG Marwa as-Salaḥdār) ist die erste ägyptische nautische Offizierin. Sie schloss 2013 als erste weibliche Absolventin der Arab Academy for Science, Technology & Maritime Transport ab.

## Persönlicher Werdegang
Sie wurde 1991/1992 in Ägypten geboren und hat einen Bruder. Sowohl sie als auch ihr Bruder schrieben sich an der Arab Academy for Science, Technology & Maritime Transport (AASTMT) ein, sie in der Abteilung für internationalen Transport und Logistik und er in der Abteilung für maritimen Transport und Technologie, die zu dieser Zeit nur Männer akzeptierte. Später bewarb sie sich trotzdem bei der AASTMT, und nach einer juristischen Überprüfung durch Hosni Mubarak wurde sie zugelassen, als einzige Frau unter 1200 männlichen Studenten. Während ihres gesamten Studiums war sie mit Sexismus konfrontiert, machte aber 2013 ihren Abschluss, und stieg später zum Ersten Offizier auf.
2015 assistierte sie bei der Navigation des ersten Schiffs, das den erweiterten Sueskanal passierte, die Aida IV. Sie wurde 2017 von Abdel Fattah el-Sisi während der Feierlichkeiten zum ägyptischen Frauentag geehrt. Im Mai 2021 beabsichtigt sie, ihre Abschlussprüfung zur Erlangung des Befähigungszeugnisses als Schiffskapitänin abzulegen.[veraltet]
Sie hat außerdem einen Master in Business Administration von der Cardiff Metropolitan University.

## Gerüchte im Zusammenhang mit der Havarie des FrachtersEver Givenim Sueskanal
Als die Ever Given im Jahr 2021 eine Blockade des Sueskanals verursachte, wurden in sozialen Medien Gerüchte verbreitet, sie sei die Kapitänin und für den Vorfall verantwortlich. Die Gerüchte waren jedoch falsch, da sie zum Zeitpunkt des Vorfalls Erster Offizier des ägyptischen Versorgungs- und Schulschiffs Aida IV war, einem Schiff der ägyptischen Seesicherheitsbehörde, das für die Versorgung von Leuchtturmbesatzungen im Roten Meer und zur Ausbildung von Kadetten an der AASTMT eingesetzt wird.